# Правутина
45°35′ пн. ш. 15°17′ сх. д. / 45.59° пн. ш. 15.29° сх. д.
Правутина (хорв. Pravutina) — населений пункт у Хорватії, у Карловацькій жупанії у складі громади Жаканє.

## Населення
Населення за даними перепису 2011 року становило 211 осіб.
Динаміка чисельності населення поселення: